# (8324) 1981 DF2
(8324) 1981 DF2 là một tiểu hành tinh vành đai chính. Nó được phát hiện bởi Schelte J. Bus ở Đài thiên văn Siding Spring gần Coonabarabran, New South Wales, Úc, ngày 28 tháng 2 năm 1981.